# Frizijci
Frizijci ili Frizi su germanski narod koji nastanjuje sjeverna područja današnje Nizozemske i Njemačke.

## Povijest

### Rimsko razdoblje
Frizijci su isprva u dobrim odnosima s Rimljanima. Tacit razlikuje Frisii maiores i Frisii minores, dok su prema Pliniju Frisii minores zapravo Frisiavones. 
Zbog povećanih poreznih obveza Frizijci dižu ustanak, koji biva ugušen i Frizijci su pokoreni 47. god.

### Frizija u srednjem vijeku
Sredinom 5. st. na područje južnog Jutlanda useljavaju se Danci iz Skandinavije koji ratuju s autohtonim stanovnicima, Frizijcima.
U 8. stoljeću (784. – 785.) Franci se šire u Friziju i Frizijci bivaju pokršteni u vrijeme Karla Velikog.

## Poznati Frizi
- Ygo Gales Galama (1443. – 1493.), zloglasni srednjovjekovni vojskovođa
- Pier Gerlofs Donia (1480. – 1520.), borac za slobodu, vođa tzv. arumske crne bande
- Menno Simons (1496. – 1561.), anabaptistički vjerski vođa iz Frieslanda čiji su sljedbenici postali poznati kao menoniti
- Wiebbe Hayes (rođen oko 1608.), kolonijalni ratni junak iz Winschotena
- Matthias Petersen (1632. – 1706.), kitolovac iz Föhra, za života ulovio 373 kita
- Oluf Braren (1787. – 1839.), slikar iz Föhra
- Stine Andresen (1849. – 1927.), pjesnik iz Föhra koji je također pisao i u Feringu
- Mata Hari (1876. – 1917.), kao Margaretha Geertruida Zelle u Leeuwardenu, Friesland), poznata plesačica i kurtizana osuđena zbog špijunaže u Francuskoj
- Frederik Paulsen (1909. – 1997.), liječnik i osnivač Ferring Pharmaceuticalsa
- Lenny Dykstra (1963.-), igrač bejzbola i član New York Metsa (1985. – 1989.) i Philadelphia Philliesa (1989. – 1996.).
- Doutzen Kroes (r. 1985. u Eastermaru, Friesland), nizozemska manekenka
- Titus Brandsma (1881. – 1942.), karmelićanski svećenik rimokatoličke crkve i antinacistički aktivist
- Piter Wilkens (1959.-), frizijski pop i folk pjevač
- Jane Fonda (1937.-), glumica frizijskog podrijetla
- Jack Lousma (1936.-), astronaut frizijskog podrijetla
- Fred Eaglesmith (1957.-), kanadski folk-pjevač izvornog prezimena Elgersma
- Dieter Eilts (1964.-), nogometaš iz Istočne Frizije, reprezentativac Njemačke i sudionik Eura '96.
- Alvin Plantinga (1932.-), američki filozof frizijskog podrijetla